# Буронов понор (стаза)
Буронов понор је пешачка стаза туристичког карактера у НП Ђердап, почиње на месту Добра вода, на Ђердапској магистрали, пролази кроз обронке планине Мироч (заједно са Штрпским коритом чине природну предеону целину специфичних амбијеталних, естетских и природних вредности и води до Буроновог понора, понорске, каскадне пећине.
На стрмим стенама Мироча расту реликтне и ендемичне врсте јоргована, панчићев маклен, мечја леска, белограбић, домаћи орах, руј.
Стаза је лака, дужине 2,5km, просечног нагиба 5—10%, са планираним временом проласка сат и по.